# Pomielin
Pomielin [pɔˈmjɛlin] (Đức Pomehlen) là một ngôi làng ở quận hành chính của Gmina Zalewo, trong Ilawa County, WARMIŃSKO-MAZURSKIE, ở miền bắc Ba Lan. Nó nằm khoảng 9 kilômét (6 mi)   phía nam Zalewo, 20 km (12 mi) phía bắc Iława và 59 km (37 mi) về phía tây của thủ đô khu vực Olsztyn.